# تپه عاشق حصار ۱
تپه عاشق حصار ۱ مربوط به دوران‌های تاریخی پس از اسلام است و در شهرستان تاکستان، کیلومتر۱۲ جاده تاکستان به نیکویه واقع شده و این اثر در تاریخ ۲۵ اسفند ۱۳۷۸ با شمارهٔ ثبت ۲۶۶۸ به‌عنوان یکی از آثار ملی ایران به ثبت رسیده است.